# AK Ethik
Der AK Ethik (Arbeitskreis Ethik der Deutschen Gesellschaft für Zahn-, Mund- und Kieferheilkunde, DGZMK) beschäftigt sich mit der Erarbeitung ethischer Grundregeln in der Zahnheilkunde. Als Basis gelten die Regeln der Medizinethik.

## Zielgruppen
Die Grundsätze richten sich an Zahnärzte, Fachzahnärzte und Kieferchirurgen jeweils mit ihren Teams, Patienten, berufsständische Organisationen (Zahnärztekammern, Kassenzahnärztliche Vereinigungen, zahnärztliche Fachgesellschaften, zahnärztliche Interessenverbände), Zahntechniker und die Dentalindustrie.

## Ergänzung der Medizinethik
Die ethischen Herausforderungen, mit denen sich Zahnärzte in ihrer täglichen Berufspraxis konfrontiert sehen, sind in mancherlei Hinsicht sehr spezifisch und wurden bis ins Jahr 2010 von der Medizinethik nicht abgedeckt. Dies führte zur Gründung des AK Ethik, um die Lücke in der Medizinethik zu schließen. Einige Beispiele mit ethischen Implikationen sind etwa die Bereiche „Cosmetic Dentistry“ bzw. „Wunscherfüllende Zahnheilkunde“, die höchst komplexe zahnärztliche Altersschätzung bei Flüchtlingen, die spezifischen normativen Implikationen der Alterszahnheilkunde und die besondere Relevanz zahnärztlicher Visualisierungsstrategien.
Die auch im Jahr 2020 immer noch gültige zahnärztliche Approbationsordnung geht auf das Jahr 1955 zurück und sieht insofern nach wie vor keine Ausbildung in ethischen Fragen vor. Demzufolge gibt es dementsprechend (nahezu) keine Lehre und keine Lehrende in diesem Fach. Auch in der zahnärztlichen Musterberufsordnung (MBO-Z) spielten ethische Belange bis 2010 keine explizite Rolle. Der im November 2019 verabschiedeten Fassung der Musterberufsordnung  wurde erstmals das Genfer Gelöbnis beigestellt – im Sinne einer stillen Selbstverpflichtung des Berufsstandes. Dort heißt es im § 2: „Insbesondere ist der Zahnarzt verpflichtet, seinen Beruf gewissenhaft und nach den Geboten der ärztlichen Ethik und der Menschlichkeit auszuüben.“ Weitere ethischen Grundsätze sind in die zahnärztliche Musterberufsordnung eingeflossen. Im Gesetz zur Verbesserung der Rechte von Patientinnen und Patienten wurden 2013 in den Paragrafen § 630c, § 630d und § 630e BGB zahlreiche Schutzbestimmungen erlassen, die die Patientenautonomie schützen sollen.

## Arbeitsschwerpunkte
Zu den Arbeitsschwerpunkten des AK Ethik zählen:
- die Erarbeitung von Stellungnahmen zu ethischen Fragestellungen in allen Bereichen der Zahnmedizin
- die schrittweise Implementierung von Klinischer Ethik ins Zahnmedizinstudium und die Aufnahme des Faches in die künftige Fassung der zahnärztlichen Approbationsordnung,
- die Integration von Klinischer Ethik in die zahnärztliche Fort- und Weiterbildung
- die Förderung der Öffentlichkeitsarbeit im Bereich Klinische Ethik, d. h. die Sensibilisierung der Zahnärzte und der Vertreter der Fachberufe in der Zahnheilkunde für klinisch-ethische Fragestellungen und Probleme.

## Stellungnahmen und Veröffentlichungen (Auswahl)
- Stellungnahme des AK Ethik zum zahnärztlichen Umgang mit SARS-CoV-2 und COVID-19[7]
- Ethische Herausforderungen in der oralchirurgischen Implantologie[8]
- Ethische Herausforderungen des digitalen Wandels[9]
- “Indication first”: Die zahnärztliche Implantologie aus ethischer Sicht[10]
- The influence of clinical experience on dental students' ethical awareness (in Northern Germany)[11]
- Digitalization in Dentistry: Ethical Challenges and Implications[12]
- Zahnimplantate – Boom ohne Grenzen? Betrachtungen aus klinisch-ethischer Sicht[13]
- Ethical dilemmas of dental implantology: ready for aftercare?'[14]
- Möglichkeiten und Grenzen der Implantatversorgung bei einem Palliativpatienten – ein ethischer Fallkommentar[15]
- „All-on-4“ oder Zahnerhalt: Wie direktiv dürfen Patientenaufklärungen sein?[16]
- Zur klinisch-ethischen Falldiskussion: Die klinische Lösung des Falls[17]
- Spezifische Bedarfe bei zahnärztlichen Patienten mit Demenz und ihre ethischen Implikationen[18]
- Klinische Behandlungspfade in ethischer Sicht[19]
- Gutachterliche Anforderungen an die Beurteilung von Behandlungsfällen unter Berücksichtigung professionsethischer Standards[20]
- Ästhetik versus Kosmetik? Die wunscherfüllende Zahnheilkunde in kritischer Sicht[21]
- Normative Rahmenbedingungen der Rekrutierung und Nutzung extrahierter Zähne in Forschung und Lehre[22]
- Asymmetrien bei der Einschätzung des kieferorthopädischen Behandlungsbedarfs[23]
- Klinisch-ethische Fallanalyse[24]
- Ethische Fragen bei der zahnärztlichen Altersschätzung bei jungen Flüchtlingen mittels Röntgendiagnostik[25][4]
- Ethische Aspekte im Bereich der Alterszahn-Medizin[26]

## Ehrungen
Der AK Ethik verleiht gemäß seinem Beschluss vom 4. April 2014 den Dental Ethics Award, der Publikationen würdigt, die das Bewusstsein für ethische Konflikte und Probleme im Praxisalltag fördern oder den Kenntnisstand in diesem Bereich nachhaltig verbessern bzw. geeignete Lösungswege aufzeigen. Der Preis wird im Rahmen des Deutschen Zahnärztetages, der jährlichen wissenschaftlichen Fachtagung der Bundeszahnärztekammer und der Deutschen Gesellschaft für Zahn-, Mund- und Kieferheilkunde, verliehen.
Bisherige Preisträger:
- 2016: Bernd Oppermann – „Das Prinzip des informed consent in der Zahnheilkunde“
- 2017: Ina Nitschke, Dominik Groß und Julia Kunze – „Spezifische Bedarfe bei zahnärztlichen Patienten mit Demenz und ihre ethischen Implikationen“
- 2018: Dominik Groß, Karin Groß und Mathias Schmidt – „Ethical dilemmas of dental implantology: ready for aftercare?“
- 2019: Katrin Hertrampf, Dominik Groß, Gudrun Karsten, und Hans-Jürgen Wenz – „The influence of clinical experience on dental students‘ ethical awareness“